# Левіна Юлія Олександрівна
Левіна Юлія Олександрівна (2 січня 1973) — російська академічна веслувальниця.
Бронзова призерка Олімпійських Ігор 2000 року в складі парної четвірки, учасниця 2004, 2008, 2012 років.